# Neopetrobia namaensis
Neopetrobia namaensis är en spindeldjursart som beskrevs av Meyer 1987. Neopetrobia namaensis ingår i släktet Neopetrobia och familjen Tetranychidae. Inga underarter finns listade i Catalogue of Life.